# Classe Courageous (porte-avions)
Pour les autres classes de navires du même nom, voir Classe Courageous.
La classe Courageous (parfois nommée classe Glorious) est une des premières classes de porte-avions à servir dans la Royal Navy. Lancée à l'origine comme constituée de trois « grands croiseurs  légers », un croisement entre « un croiseur léger avec des canons de 15 pouces » et « un croiseur de bataille avec peu de blindage » [réf. nécessaire], elle devait servir dans la Baltique. Les navires seront convertis en porte-avions pendant et après la Seconde Guerre mondiale.